# Solaris InterUrbino
Solaris InterUrbino je meziměstský autobus vyráběný od roku 2010 polskou společností Solaris Bus & Coach. Je nástupcem autobusu Solaris Vacanza.
Kapacita autobusu je 53 míst k sezení.

## Historie
Polská premiéra modelu InterUrbino se konala 16. září 2009 na veletrhu Transexpo v Kielcích. Evropská premiéra se konala v říjnu téhož roku na veletrhu Busworld Kortrijk v Belgii.
V roce 2009 byly vyrobeny první dva prototypy a v první polovině roku 2010 dalších 10 prototypů, které prošly rozsáhlými testy.
V roce 2010 bylo prvních dvacet vyrobených autobusů dodáno do Francie.